# Itapevi
Itapevi är en stad och kommun i Brasilien och ligger i delstaten São Paulo. Staden ingår i São Paulos storstadsområde. År 2014 had3 kommunen cirka 220 000 invånare.